# 阮洪婷
阮 洪婷（繁体字中国語: 阮 洪婷、英語: Ruan Hongting、ルアン・ホンティン、1995年10月6日 - ）は、中国の女子ラグビー選手。

## プロフィール
- 中国徐州市出身[1]。
- ポジションはセンター(CTB)。
- 身長 182cm、体重 74kg

## 略歴
2021年、東京五輪の7人制女子中国代表に選ばれた。
2024年、パリ五輪の7人制女子中国代表に選ばれた。